# Amylostereum
Amylostereum Boidin (skórniczek) – rodzaj grzybów z rzędu gołąbkowców (Russulales).

## Charakterystyka
Grzyby kortycjoidalne o owocniku rozpostarto-odstającym lub siedzącym. Hymenofor gładki, o barwie od szarej do brązowej. System strzępkowy monomityczny lub dimityczny, strzępki szkieletowe grubościenne i brązowe, strzępki generatywne ze sprzążkami, cienkościenne, szkliste. Lamprocystydy wrzecionowate, o inkrustowanej części wierzchołkowej, grubościenne, żółtawobrązowe. Podstawki mniej więcej maczugowate, cienkościenne, z 4-sterygmami i sprzążką bazalną. Bazydiospory o kształcie od cylindrycznego do wąsko elipsoidalnego, gładkie, cienkościenne, amyloidalne.
Głównymi charakterystycznymi cechami Amylostereum są lamprocystydy i gładkie, amyloidalne bazydiospory. Badania Bindera i innych w 2005 r. wykazały, że jest blisko spokrewniony z Echinodontium. Amylostereum żyje w symbiozie z osami z rodzajów Sirex i Urocereus, które przenoszą jego bezpłciowe zarodniki (konidia). Przedstawiciele Amylostereum to gatunki inwazyjne, mogące powodować szkody w drzewostanach i gospodarce człowieka.

## Systematyka i nazewnictwo
Pozycja w klasyfikacji według Index Fungorum
Echinodontiaceae, Russulales, Incertae sedis, Agaricomycetes, Agaricomycotina, Basidiomycota, Fungi.
Synonimy: Lloydellopsis Pouzar, Trichocarpus P. Karst.
Polską nazwę podali Barbara Gumińska i Władysław Wojewoda w 1983 r.
Gatunki:
- Amylostereum areolatum (Chaillet ex Fr.) Boidin 1958 – skórniczek świerkowy
- Amylostereum chailletii (Pers.) Boidin 1958 – skórniczek jodłowy
- Amylostereum ferreum (Berk. & M.A. Curtis) Boidin & Lanq. 1984
- Amylostereum laevigatum (Fr.) Boidin. – skórniczek jałowcowy 1958
- Amylostereum orientale S.H. He & Hai J. Li 2013

Wykaz gatunków i nazwy naukowe według Index Fungorum, nazwy polskie według W. Wojewody.